# Dedé e o Comando Maluco
Dedé e o Comando Maluco foi um programa de televisão humorístico brasileiro exibido pelo SBT, que estreou em 17 de abril de 2005, sendo transmitido até 16 de fevereiro de 2008. Em parceria com a empresa de Beto Carrero, o programa foi estrelado pelo humorista Dedé Santana, onde seu personagem General Dedé e seus recrutas atrapalhados se envolviam nas mais diversas aventuras no parque Beto Carrero World. Antes da chegada do Dedé, o Comando Maluco teve muitos personagens e formações variadas que se apresentavam no programa da Eliana & Alegria da Rede Record, depois, com a chegada do Dedé, eles aceitaram o convite de fazerem parte da A Praça É Nossa em 2004, o que resultou na estreia do programa.
Após a morte de Beto Carrero em fevereiro de 2008, o programa foi encerrado.

## Produção
Devido a boa audiência que o quadro "Comando Maluco" no programa A Praça é Nossa, vinha conquistando no SBT, Silvio Santos resolveu apostar em um programa próprio da trupe de humoristas Comando Maluco. O programa foi filmado nos estúdios de Beto Carrero, no parque Beto Carrero World, em Santa Catarina, e na sede do SBT, na Anhanguera. No episódio de estreia da série, a missão deles foi de proteger a dançarina Scheila Carvalho durante visita ao Parque Beto Carrero. Santana definiu o programa como uma mistura de As Panteras com Os Três Patetas.
De acordo com Dedé em uma entrevista, Beto Carrero planejava fazer um filme com o Comando Maluco. Isso não foi possível, já que ele faleceu antes de por em prática a produção do filme.
Santana contou que, quando chegava num aeroporto, os pais das crianças diziam: - “Filho, olha o Dedé dos Trapalhões!”, e as crianças corrigiam: - “Não, pai, é o Dedé do Comando Maluco!”.

## O programa
No exército, o General Dedé comandava Durão, Rapadura, Dudu, Batatinha e Bananinha e juntos eles se envolviam nas mais inusitadas e divertidas situações para resolver as missões que eram encarregadas por Beto Carrero.

## Elenco
| Ator/Atriz        | Personagem                          | Temporadas | Temporadas | Temporadas | Temporadas |
| Ator/Atriz        | Personagem                          | 1ª 2005    | 2ª 2006    | 3ª 2007    | 4ª 2008    |
| ----------------- | ----------------------------------- | ---------- | ---------- | ---------- | ---------- |
| Dedé Santana      | General Dedé / Sargento Berinjela   |            |            |            |            |
| Marcelo Beny      | Cabo Bananinha                      |            |            |            |            |
| Suzy Joy          | Cabo Batatinha                      |            |            |            |            |
| Martinho Beny     | Comandante Durão                    |            |            |            |            |
| Charles Gutemberg | Cabo Rapadura                       |            |            |            |            |
| Beto Carrero      | Marechal Beto Carrero               |            |            |            |            |
| Antônio Quintino  | Cabo Dudu                           |            |            |            |            |
| Marcelino Leite   | Faxinildo                           |            |            |            |            |
| Dino Santana      | Manoel Joaquim / Vários Personagens |            |            |            |            |

## Audiência
Dedé e o Comando Maluco estreou com bons índices no primeiro final de semana, e era a mais nova aposta do SBT aos domingos. Exibido das 12h às 13h, o programa ficou com média de 8 e pico de 11 pontos no Ibope. Em 24 de abril de 2005, Dedé venceu o então ex-parceiro Didi (Renato Aragão) na audiência. Com pico de 13 pontos, Dedé e o Comando Maluco superou A Turma do Didi, da Rede Globo, que teve média de 12 pontos.